# 쓰쓰촌
쓰쓰촌(豆酘村)은 나가사키현 시모아가타군에 있던 촌이다. 

## 역사
- 1908년 4월 1일 - 도서정촌제 시행에 의해 시모아가타군 요라촌이 성립하였다.
- 1912년 4월 1일 - 요라촌의 일부가 이즈하라정의 일부와 합병해 구타촌이 성립, 잔부는 쓰쓰촌이 성립하였다.
- 1956년 9월 30일 - 구 이즈하라정, 구타촌, 사스촌과 합병해 새로운 이즈하라정이 성립하여, 쓰쓰촌은 소멸하였다.

## 참고문헌
- 角川日本地名大辞典 42 長崎県
- 平山棐 編『津島紀事』442頁-456頁（1917年）国立国会図書館デジタルコレクション